# Sinarcas
Sinarcas (em castelhano e oficialmente) ou Sinarques (em valenciano) é um município da Espanha na província de Valência, Comunidade Valenciana. Tem 102,5 km² de área e em 2021 tinha 1 109 habitantes (densidade: 10,8 hab./km²).

## Demografia
| Variação demográfica do município entre 1991 e 2004 | Variação demográfica do município entre 1991 e 2004 | Variação demográfica do município entre 1991 e 2004 | Variação demográfica do município entre 1991 e 2004 |
| --------------------------------------------------- | --------------------------------------------------- | --------------------------------------------------- | --------------------------------------------------- |
| 1991                                                | 1996                                                | 2001                                                | 2004                                                |
| 1327                                                | 1253                                                | 1188                                                | 1238                                                |